# 윌러드 워터먼

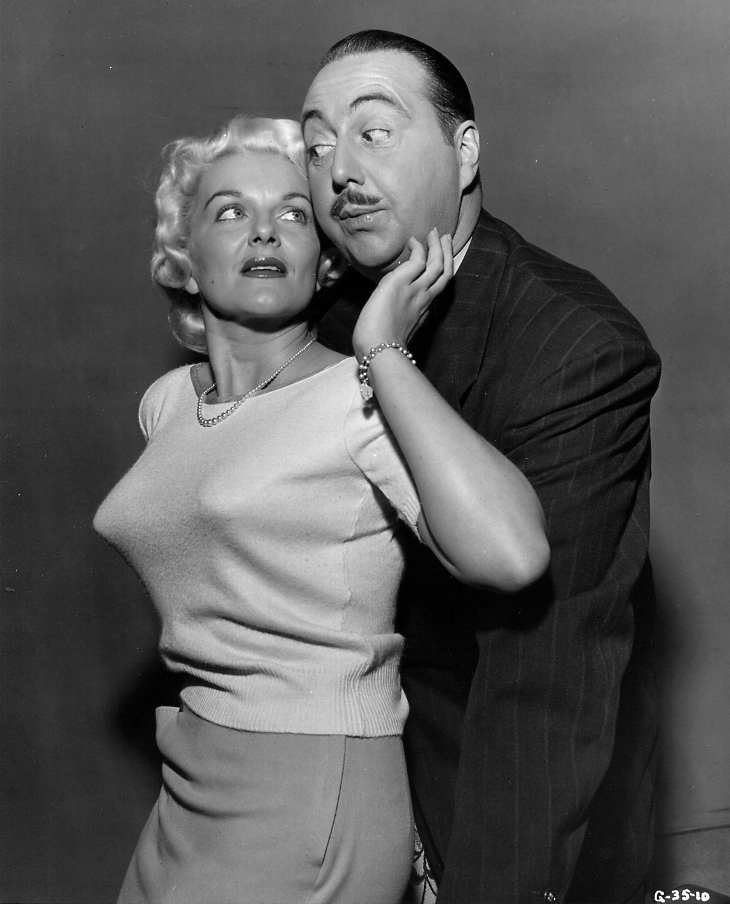

윌러드 워터먼(영어: Willard Waterman, 1914년 8월 29일 ~ 1995년 2월 2일)은 미국의 배우이다.
매디슨에서 태어났으며 벌링게임에서 사망하였다.

## 영화
- 미스터 에드 (1961년)
- 아파트 열쇠를 빌려드립니다 (1960년)
- 개구쟁이 데니스 (1959년)
- 앤티 맘 (1958년)
- 쓰리 포 더 쇼 (1955년)
- 애천 (1954년)
- 해스 애니바디 신 마이 겔 (1952년)
- 프란시스 고즈 투 더 레이시스 (1951년)
- 14시간 (1951년)
- 루이사 (1950년)
- 라이딩 하이 (1950년)
- 미스테리 스트리트 (1950년)
- 신부의 아버지 (1950년)